# 礼法
礼法（れいほう）とは、日本において望ましいとされる行動様式や心構えを指す言葉である。
礼法は歴史上、様々な変遷を遂げており、敗戦直後までは小笠原流礼法が大きな影響を与えていた。現代ではエチケットやマナーと混同されることが多い。

## 日本の礼法史
日本における礼法は、当初は礼儀作法の意味で用いられる言葉であり、礼儀は宮廷での儀礼や年中行事を表し、作法は行事における人間の動作の方式を表していた。やがて、礼儀の意味が一般化し、礼法は貴族社会での身分秩序の中での精神的な心構えを表す言葉となり、礼節や礼式といった言葉と同じ意味を持つようになった。武家中心の社会になると、礼法は規範化された行動方式となり、支配階級の関係を通じた教化や町民や農民による模倣が行われて一般化していった。
明治維新を迎えると、礼法は一時存続が危ぶまれるが、天皇と国民間の親和の心構えを身体動作で表すものとして再編成された。第二次世界大戦中は、軍人礼法に基づいた国民礼法が制定され、この礼法が国民の行動を規定した。敗戦後、礼法は弱体化し、洋風のエチケットやマナーが支配的となった。これ以降、礼法はエチケットやマナーと混同され、消費主義や商業主義と結びついた流行に留まるとする指摘がある。一方で、私立中高一貫校を中心に、礼法を積極的に教育課程に導入する学校もある。

## 武道における礼法
武道の礼法が意識されたのは、江戸時代中期頃と推測される。幕末明治期には、蹲踞礼と折敷礼の礼法が確立していた。一方、西洋式の軍事訓練が日本に流入すると、直立不動の姿勢が普及し、武道界でも受け入れられていった。武道の礼法は一見古いように見えるが、実は明治末から大正・昭和にかけて和洋を折衷したり、国際的な基準に従ったりして、伝統を再構成したものである。
例えば、柔道においては、1940年の礼法制定までは礼法そのものは重んじられていたものの、所作は厳密でなかった。しかし、稲葉太郎による礼法批判や南郷次郎の礼法普及方針に伴い、講道館と大日本武徳会が修行者礼法を制定し、1940年の修行者礼法では神道的で軍事的な不動の姿勢が採り入れられた。1942年12月に右座左起が左座右起に改められたのも、戦中の神社作法改正に合わせた動きであった。敗戦後しばらく経った1967年には、学生選手の試合態度を是正するという理由で、試合礼法が制定された。